# ミューチュアル・ブロードキャスティング・システム
ミューチュアル・ブロードキャスティング・システム（Mutual Broadcasting System、一般には単に「ミューチュアル（Mutual）」と呼ばれるが、「MBS」、「ミューチュアル・ラジオ（Mutual Radio）」、「ミューチュアル・ラジオ・ネットワーク（Mutual Radio Network）」と呼ばれることもある）は、アメリカで1934年から1999年まで運営されていた商業ラジオネットワーク。アメリカのラジオドラマの黄金時代に、『ローン・レンジャー』や『スーパーマン』のオリジナルネットワークの本拠地として、また『ザ・シャドウ』の長年のラジオ本拠地として最もよく知られていた。長年にわたり、メジャーリーグベースボール（オールスターゲームやワールドシリーズを含む）、ナショナルフットボールリーグ、ノートルダム・ファイティング・アイリッシュ・フットボールの全国放送局だった。1930年代半ばから1999年に解散するまで、様々な人気の解説番組と共に、高く評価されているニュースサービスを運営していた。1970年代、全国規模の深夜の電話相談ラジオ番組の先駆者となり、ラリー・キング、後にジム・ボハノンを全国に紹介した。
1970年代、ライバルのABCラジオが1968年に同ネットワークを分割したのとほぼ同じスタイルで、今日のアメリカン・アーバン・ラジオ・ネットワークス（AURN）に発展したミューチュアル・ブラック・ネットワーク（MBN）（当初は「Mutual Reports Network（ミューチュアル・リポーツ・ネットワーク、MRN）」として開始された）、ミューチュアル・カデナ・ヒスパニカ（英語では「Mutual Spanish Network（ミューチュアル・スパニッシュ・ネットワーク）」）、ミューチュアル・サウスウェスト・ネットワーク（Mutual Southwest Network）、ミューチュアル・プログレッシブ・ネットワーク（1980年に「Mutual Lifestyle Radio（ミューチュアル・ライフスタイル・ラジオ）」に改名され、1983年に廃止）の4つの姉妹ラジオネットワークを立ち上げた。
アメリカのラジオの黄金時代の4つの全国ネットワークのうち、ミューチュアルは数十年間にわたり加盟局の数が最も多かったものの、財務状況は最も不安定だった（そのため、第二次世界大戦後、NBC、CBS、ABCのようにテレビ放送に進出することができなかった）。設立後18年間、協同組合（現在のナショナル・パブリック・ラジオに類似したシステム）として所有・運営され、企業所有の競合他社とは一線を画したネットワークとなっていた。ミューチュアルのメンバー局は、独自のオリジナル番組、放送・宣伝費、広告収入を共有していた。1936年12月30日に西部でデビューして以来、ミューチュアル・ブロードキャスティング・システムは全米各地に加盟局を展開していた。1952年にゼネラル・タイヤが一連の地域および個々のガソリンスタンドの買収を通じて過半数の所有権を取得した後、事業構造は変化した。
1957年にゼネラル・タイヤがアーマンド・ハマー博士率いるシンジケートに売却すると、ミューチュアルの所有権はサービス提供局からほぼ切り離され、より従来的なトップダウン型の番組制作および配信モデルへと移行した。その後の複数回の売却により、かつて「ブロードキャスティング」誌で「頻繁に取引される」と評されたことがある。ハル・ローチ・スタジオズが関与するグループがハマーのグループから買収した後、新しい経営陣は、ドミニカ第三共和政のラファエル・トルヒーヨ独裁政権に代わってミューチュアルを外国のプロパガンダの手段として利用するために金銭を受け取ったとして告発され、ネットワークは多額の経済的損失と加盟局の離脱に見舞われた。同時に連邦破産法第11章の適用を申請し、運営を継続するのに十分な資金を調達するために4ヶ月の間に2回売却したため、同ネットワークの評判はひどく傷ついたが、後継者の3Mカンパニーの下ですぐに回復した。1966年に民間企業に売却され、1977年には再びアムウェイに売却された後、1980年代にニューヨークとシカゴの2つのラジオ局を購入したが、アムウェイの放送への関心が薄れ始めたため、それらを売却した。ラジオシンジケーターのウェストウッド・ワンは1985年にミューチュアルを買収し、1987年にはNBCラジオを買収してネットワーク事業を統合した。1990年代を通じて、徐々にウェストウッド・ワンの事業に統合されていった。ミューチュアルの名称は1999年4月にようやく廃止された。
同じ「MBS」の略称を持つ、日本の大阪市に本社を構える毎日放送（Mainichi Broadcasting System、MBSメディアホールディングス・毎日放送(テレビ)・MBSラジオ）とは無関係である。

## 歴史

### 1934年〜1935年：ミューチュアルの設立
協同組合所有のラジオネットワークを確立する試みは1920年代から行われてきた。1929年、ニューヨーク、シカゴ、シンシナティ、デトロイトの主要市場にある4つのラジオ局のグループが、クオリティ・ネットワーク（Quality Network）として知られる緩やかな連合を組織した。5年後（1934年）、同様の、あるいは同一の放送局グループがミューチュアル・ブロードキャスティング・システム（Mutual Broadcasting System）を設立した。ミューチュアルの当初の参加局は、ニューヨーク郊外のニュージャージー州ニューアークにあるWOR（バンバーガー・ブロードキャスティング・サービスが所有し、R・H・メイシー・アンド・カンパニーの一部門。1949年にWOR-TVが放送を開始し、バンバーガーはゼネラル・タイヤ・アンド・ラバーのテレビ局への投資増加によりゼネラル・テレラジオ（General Teleradio）に改名された）、シカゴのWGN（シカゴ・トリビューンの子会社であるWGN株式会社（WGN Inc.）が所有）、デトロイトのWXYZ（クンスキー＝トレンドル・ブロードキャスティング（Kunsky-Trendle Broadcasting）所有）、シンシナティのWLW（クロスリー・ラジオ・カンパニー（Crosley Radio Company）所有）だった。このネットワークは1934年9月29日に組織され、メンバーは電話回線伝送設備の契約を結び、ネットワーク番組の広告主と共同で契約を結ぶことに同意した。2大市場に拠点を置き、番組の大部分を提供しているWORとWGNは、グループのリーダーとして認められていた。同年10月29日、ミューチュアル・ブロードキャスティング・システム株式会社（Mutual Broadcasting System, Inc.）が設立され、バンバーガーとWGN株式会社がそれぞれ50%の株式（合計10株のうち5株ずつ）を保有した。
既に運営されていた3つの全国ラジオネットワーク（コロンビア・ブロードキャスティング・システムとナショナル・ブロードキャスティング・カンパニーのレッドとブルー）は企業によって管理されており、番組はネットワーク（またはネットワークで放送時間を購入した番組スポンサーの広告代理店）によって制作され、殆どが独立所有の加盟局に配信されていた。一方、ミューチュアル・ブロードキャスティング・システムは、メンバーが番組を制作し共有する、真の協同組合企業として運営されていた。WORとWGNの初期の番組の殆どは、ミュージカル作品と安価な連続ドラマ番組で構成されていた。WORには『魔女の物語』というホラーアンソロジーシリーズがあり、その「13歳の」ナレーターがリスナーに「全ての明かりを消してください。さあ、火のそばに寄って残り火を見つめてください...「深く見つめてください!」...そうしたらすぐに海を越え、アフリカのジャングル地帯に着きます...あの詠唱と野蛮な太鼓の音が聞こえますか?」と呼びかけていた。WGNは人気コメディシリーズ『ラムとアブナー』を制作した。デトロイトのWXYZは、1933年に初公開され、既に人気を博していた『ローン・レンジャー』を提供した。ミューチュアルは主に西部劇の連続ドラマの媒体として開始されたとよく言われるが、当時は『ラムとアブナー』も負けず劣らず人気があった。WLWがもたらしたのは、純粋な力だった。自らを「The Nation's Station」と称し、1934年5月にクリアチャンネル標準の10倍にあたる50万ワットという膨大な電力で夜間放送を開始した。
1935年5月24日、最初の生中継イベントとして、シンシナティ・レッズとフィラデルフィア・フィリーズの間で行われた史上初のナイター野球試合を放送した。9月、WXYZはNBCブルーに加わるために脱退したが、契約上の義務により『ローン・レンジャー』はミューチュアルで週3回放送され、1942年春まで続いた。デトロイト市場は、川の向こう岸にあるカナダ・オンタリオ州ウィンザーのCKLWによってすぐに穴埋めされた。10月、野球のワールドシリーズの放送局として数十年にわたる運営を開始し、放送時間の責任はWGNのボブ・エルソンとクイン・ライアン（Quin Ryan）、WLWのレッド・バーバーが分担した（同年、NBCとCBSも同シリーズを放送し、フォール・クラシックは1938年まで3つのネットワーク全てで放送された）。その年の秋にノートルダム大学のフットボールの試合を初めて放送し、数十年続く新たな関係の始まりとなった。収益を生み出す事業としては、ミューチュアルネットワークは当初はささやかな取り組みだった。1935年の最初の11ヶ月間で、協同組合は広告収入で110万ドルを獲得したが、NBCは2,830万ドル、CBSは1,580万ドルだった。

### 1930年代後半：全国へ拡大
1936年秋、WLWが脱退し、創設メンバーのもう1つを失った。しかし、ミューチュアルは大規模な拡大の真っ最中だった。ミューチュアルと契約した最初の外部放送局グループは、ボストンの旗艦局であるWAABとニューイングランド周辺の13の加盟局を持つジョン・シェパードのコロニアル・ネットワーク（Colonial Network）だった。シェパードはミューチュアルの設立に関わり、同社の取締役を務めていたため、この提携には十分な理由があった。クリーブランドのWGARも、NBCブルーとの主要な接続を保持していたため、二重ではあるが加盟局となった。WGARには、中西部の他の5つの放送局、ミズーリ州セントルイスのKWK、アイオワ州デモインのKSO、同州シーダーラピッズのWMT、ネブラスカ州オマハのKOIL、ネブラスカ州リンカーンのKFORが加わった。大きな成果は、12月に西海岸の大手地域ウェブであるドン・リー・ネットワークがCBSを離れ、ミューチュアルの中心メンバーになった時にもたらされた。ドン・リーは、4つの直営放送局（ロサンゼルスのKHJ、サンフランシスコのKFRC、サンディエゴのKGB、サンタバーバラのKDB）に加え、カリフォルニア州の加盟局6局と、短波接続によるハワイ州の加盟局2局を傘下に収めた。ミューチュアルは全国規模で事業を展開していた。1936年にも、ワーナー・ブラザースが買収する申し出があったが、拒否されたようである。
1937年1月、WAABの所有権は、シェパードが管理するボストンの別の放送局と統合された。WNACは、コロニアルの会員と部分的に重複するニューイングランドのラジオ局の回線であるヤンキー・ネットワークの旗艦局だった。ヤンキーの旗艦局であるWNACはCBSラジオの加盟局であったが、1937年にCBSが同都市のWEEIを買収した際にNBCレッドに所属を変更した。テキサス・ネットワーク（Texas Network）はすぐに、ミューチュアル加盟局のリストにさらに23の放送局を追加した。WGARは1937年9月26日にミューチュアルとNBCブルーの両方の提携を解消し、CBSを独占的に取得した代わりに、WJAY（ユナイテッド・ブロードキャスティング・カンパニー（United Broadcasting Company）がWHKと共同所有し、「ザ・プレーン・ディーラー」事業の一部）がミューチュアルに加わり、WCLEに名称を変更した。1942年秋、クリーブランドのミューチュアル加盟局は再びWCLEからWHKに移行し、ブルーの番組は一時的に市場から完全に排除された。1938年末までに、74の独占加盟局を所有していたが、2大ラジオネットワーク会社が二重接続を推奨しなかったため、さらに25の加盟局をNBCと、5つの加盟局をCBSと共有していた。合計104の加盟局を有するミューチュアルは、トップ企業にそれほど遠くない位置にあった。しかし、NBCとCBSの背後にある企業力と、国内で最も有力な放送局の大部分がミューチュアルの出現前に既に両局と契約していたという事実（例外的で、すぐに撤退したWLWは別として）により、この協力ネットワークは永久に不利な立場に置かれることになる。

#### 番組編成：『ザ・シャドウ』と多様な政治的意見

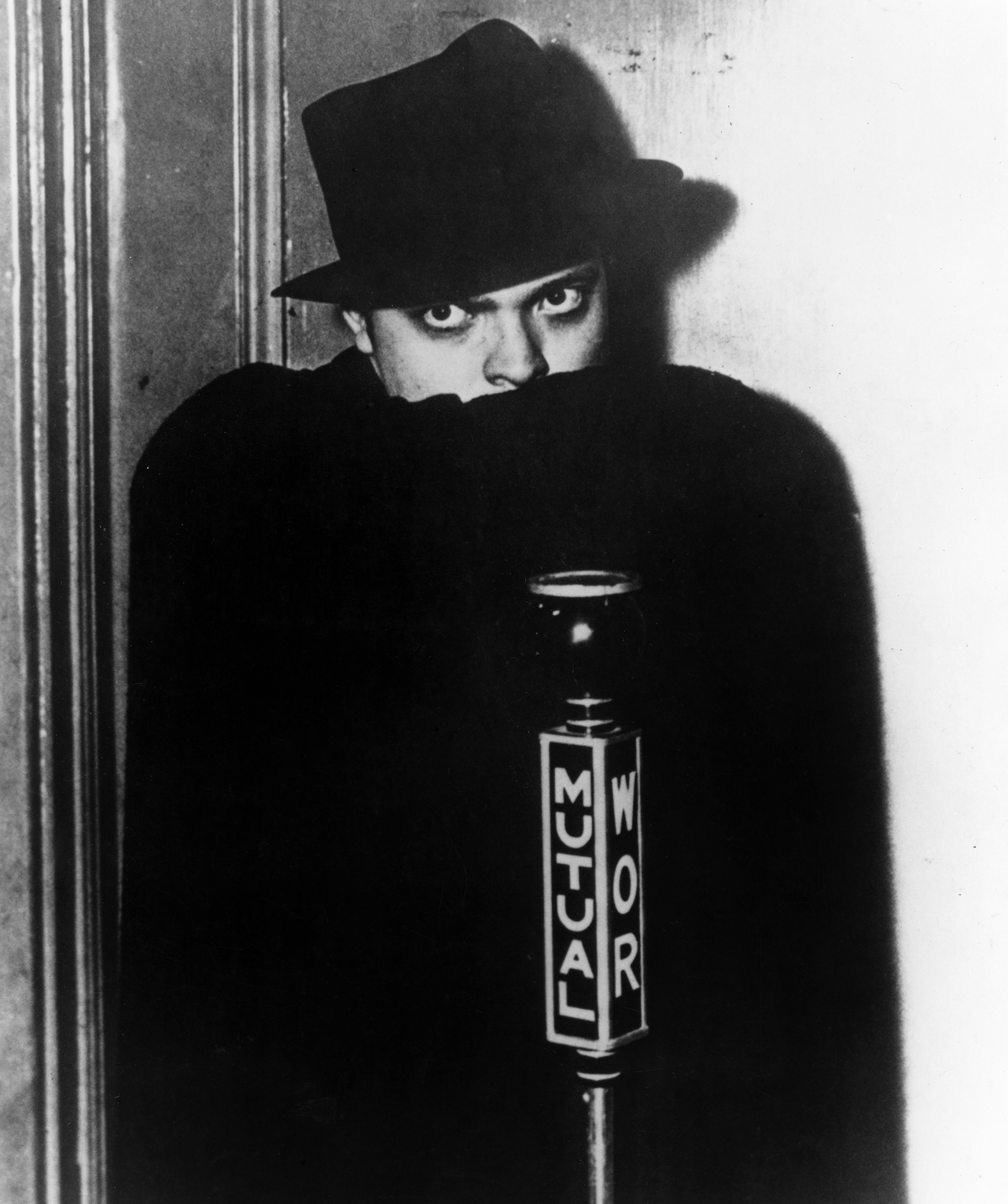
オーソン・ウェルズがザ・シャドウ役を演じた。この役の前任者は、番組のオープニングで有名なキャッチフレーズ「Who knows what evil lurks in the hearts of men? The Shadow knows ....（人の心の中にどんな悪が潜んでいるか、誰が知っているだろうか?ザ・シャドウは知っている…）」を披露した。歴史家フランク・ブレイディによると、ウェルズの「『見えない』ザ・シャドウ役の声は完璧だった」という。しかし、オープニングでは不気味な笑いも誘い、ウェルズの演技は「恐ろしい脅しというよりは、むしろ思春期のくすくす笑いのように聞こえた」と述べた。

番組編成の面では、1936年にミューチュアルが、ジョン・J・アンソニーがホストを務め、身体文化の第一人者であるベルナール・マクファデンがスポンサーとなった、初のネットワークアドバイス番組『The Good Will Hour（ザ・グッド・ウィル・アワー）』を開始した。同番組は、1932年にニューヨークの地元放送局で放送されていた「時代遅れの家庭内関係の規範に苦しむ人々を助けることに専念した」番組『Ask Mister Anthony（ミスター・アンソニーに訊け）』を新たな形で取り入れたものである。本名レスター・クロール（Lester Kroll）というアンソニーは、仕事に関連する豊富な経験を持ち込んでいた。かつて、養育費の支払いを怠ったために投獄されたことがあった。1937年7月、オーソン・ウェルズがプロデュース、脚本、監督を務め、マーキュリー劇場の出演者の多くが出演した7部構成の『レ・ミゼラブル』の翻案が初演された。これは、マーキュリーが初めてテレビに出演した時だった。同年9月26日は、その夜に『ザ・シャドウ』がミューチュアルにやって来た特に重要な日となった。同番組は15年以上にわたってネットワークの主力となり、ラジオ史上最も人気のある番組の一つとなった。ミューチュアル上演の最初の1年間、ウェルズはザ・シャドウと、彼が新たに作り出した別人格、ラモント・クランストン（Lamont Cranston）の声を担当した。当初、匿名でこの役を演じた。しかし、ある歴史家は「ウェルズに関することは、長い間秘密のままでいられるはずがない」と述べた。
1938年4月、元メンバーのWXYZから『グリーン・ホーネット』を引き継いだ。ミューチュアルは、1939年11月にNBCブルーに切り替えるまで、週2回のシリーズを初めて全国放送した（このシリーズは1940年秋にミューチュアルに短期間復帰した）。ミューチュアルは、ケイ・カイザーと自身のラジオ番組『カレッジ・オブ・ミュージカル・ナレッジ』の全国的な発信拠点も提供した。カイザーはミューチュアルで大成功を収め、すぐに番組はNBCに移り、聴取者数が大幅に増加した。1939年5月までに、インディアナポリス500レースを放送していた。その秋、ワールドシリーズの独占放映権を獲得した。連邦通信委員会の規制権限を支持した1943年の最高裁判所の判決で述べられているように、ミューチュアルは「全国的に非常に関心の高いこの番組を、他の放送局がない地域のNBCやCBS加盟局を含む全国の放送局に提供した。CBSとNBCは直ちにこれらの放送局との契約にある「独占提携」条項を発動し、その結果、国内の多くの地域で何千人もの人々が試合の放送を聞くことができなかった」と述べている。これは、判決で示された2大放送会社による「不正行為」の最初の例だった。
ミューチュアルはまた、予算ではなくても品質では業界のリーダーに匹敵する強力なニュースサービスとしての評判を築き始めた。1935年にミューチュアルで放送されたリンドバーグ誘拐事件の「世紀の裁判」に関するWORの記者ガブリエル・ヒーターの放送は高く評価され、ヒーターはすぐに独自の定期ニュース番組を持ち、週5日全国放送された。1936年、ミューチュアルはWORを通じて、外交問題に関して国内の主要な発言者の一人となったニュースコメンテーターのレイモンド・グラム・スウィングのリポートの放送を開始した。1937年11月、ミューチュアル加盟局のWOLから週5日放送されていた保守派コメンテーターのフルトン・ルイス・ジュニアは、ワシントンD.C.から放送する初の全国ニュースパーソナリティとなり、ほぼ30年後に亡くなるまで同ネットワークに在籍した。1938年、BBCのニュースリポートとヨーロッパ本土の英語ニュース番組の再放送を開始した。ヨーロッパ大陸が危機に向かうにつれ、ジョン・スティール（John Steele）、ウェイバリー・ルート、アーサー・マン（Arthur Mann）、ビクター・ルシンチ（Victor Lusinchi）など、ヨーロッパで独自の記者を雇用し始めた。その中には、アメリカのニュースラジオに出演した最初の優秀な女性外国特派員、シグリッド・シュルツもいた。

### 1940年代：「ビッグ・フォー」の一つ
学者のコーネリア・B・ローズ（Cornelia B. Rose）によれば、1940年初めに、ミューチュアルの企業構造は包括性を拡大した。
1940年1月まで、6つのグループがネットワーク運営の費用を様々な程度で負担していた。WGNとWORの放送局は会社の全株式を所有し、赤字があればそれを補うことを保証していた。ニューイングランドのコロニアル・ネットワーク、太平洋岸のドン・リー・システム、クリーブランドの「プレーン・ディーラー」が所有する放送局のグループは、運営費用の責任を負っていた。1940年2月1日に発効した新しい契約では、上記の全てのグループとデトロイト＝ウィンザーの放送局CKLWが寄付会員になることが規定されている。これらのグループは現在、経費を引き受け、ネットワークの株主になることに同意している。ネットワークの運営委員会は、これらの各グループの代表者と、他の加盟局によって任命された追加の代表者で構成されている。

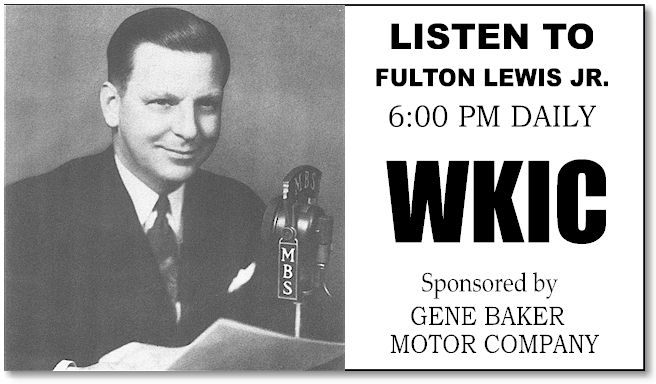
ミューチュアルは様々な政治的意見を取り上げていたが、保守派のコメンテーターであるフルトン・ルイス・ジュニアほど長く続いた人物はいなかった。その後の多くの評論家は「彼のスタイルを真似した。嘲笑し、冷笑し、否定に満ち、大雑把な一般化に満ち、内部の卑劣な行為に満ちていた」と評した。WKICはケンタッキー州ハザードにあるミューチュアルの加盟局だった。

新しい協同組合構造には、シンシナティ市場でミューチュアルの共同設立者であるWLWに代わって設立されたWKRCの所有者も加わった。ミューチュアルは現在100株を保有しており、以下のように配分されている。
| 株主                                           | 主導放送局                         | シェア |
| ---------------------------------------------- | ---------------------------------- | ------ |
| バンバーガー・ブロードキャスティング           | WOR                                | 25     |
| WGN株式会社                                    | WGN                                | 25     |
| ドン・リー・ネットワーク                       | KHJ                                | 25     |
| コロニアル・ネットワーク                       | WAAB                               | 6      |
| ユナイテッド・ブロードキャスティング           | WHK                                | 6      |
| ウェスタン・オンタリオ・ブロードキャスティング | CKLW                               | 6      |
| シンシナティ・タイムズ＝スター                 | WKRC                               | 6      |
| フレッド・ウェバー                             | ミューチュアルゼネラルマネージャー | 1      |
| 合計                                           | 合計                               | 100    |

1941年、WORの公式放送地域免許はニューヨークに変更された。2年以内に、コロニアル・ネットワークの加盟局名簿とミューチュアルの株式はジョン・シェパード3世によってヤンキー・ネットワークに完全に吸収され、WNACが唯一の旗艦となり、WAABは複占の制限を回避するためにマサチューセッツ州中部のウースターに移転された。WBZがボストンのNBCレッド加盟局としてこの放送枠を引き継いだため、WNACはミューチュアルに切り替えた。1943年1月、連邦通信委員会（FCC）は、ヤンキー・ネットワーク（WNAC、他の3つの直営放送局、17の加盟局との契約、ミューチュアルの株式を含む）をオハイオ州に本拠を置くゼネラル・タイヤ・アンド・ラバー・カンパニーに売却することを承認した。
1940年までに、ミューチュアルは加盟局の規模において既に業界のリーダーと同等のレベルに達していた。それでも、ミューチュアルの加盟局は主に小規模市場や大規模市場の小規模局にあったため、広告収入は大きく遅れをとっていた。その年、NBCの広告収入はミューチュアルの11倍だった。1941年、FCCはNBCに2つのネットワークのうち1つを売却するよう求め、同社が「レッドとの競争を阻止するためにブルーを利用している...ミューチュアルは多くの重要な市場から排除されているか、または不十分にしか参入が認められていない」と述べた。1942年1月10日、ミューチュアルはNBCとその親会社であるRCAに対して1,027万5千ドルの訴訟を起こし、「全国ネットワーク番組の州間取引における放送においてミューチュアルが自由かつ公正に競争することを妨害し、制限する」陰謀があったと主張した。1943年にFCCが最高裁判所で勝利したことで、ブルー・ネットワークは売却され、ミューチュアルは訴訟を取り下げた。
これらの展開は、ミューチュアルにとって実際的な価値よりも象徴的な価値の方が大きかったようで、NBCブルー放送局を新しいアメリカン・ブロードキャスティング・カンパニーに移管しても、ミューチュアルの競争力向上には殆ど役立たなかった。1945年には384の加盟局にまで広がり、1948年12月までにアメリカ国内の500以上の放送局で放送されるようになった。しかし、この成長は、ミューチュアルが企業管理ネットワークから主要放送局を引き付ける能力を反映したものではなかった。むしろ、FCCは地方放送局の技術基準を緩和し、小規模市場での新しい放送局の設立を容易にした。1945年から1952年の間に、AM放送局の数は約940局から2,350局以上に増加した。ミューチュアルが受信し続けたのは、こうした比較的弱い新しい放送局だった。この時までに、このラジオ局はアメリカの他のどのラジオ局よりも多くの加盟局を抱えていたが、その大半は最高裁判所が述べたように「周波数、電力、放送範囲の点で望ましくない」ままであった。例えば、戦後、CBSとNBCはそれぞれ4つの放送局だけでノースカロライナ州全体をカバーしていた。ミューチュアルは、州全体をカバーする同等の放送局を提供するために14の加盟局を必要とした。

#### ミューチュアルのテレビへの関与
1940年代後半、ミューチュアルブランドのテレビネットワークを立ち上げるというアイデアが短期間検討され、そのアイデアは、番組編成の才能を潜在的に提供できる可能性があるとしてメトロ・ゴールドウィン・メイヤーとの交渉を促すほど真剣なものとなった。提案されたミューチュアルブランドのネットワークの計画は十分に進み、1950年4月のミューチュアル株主の年次総会で、ネットワーク社長のフランク・ホワイト（Frank White）は、限定された5つの放送局（ボストンのWNAC、ニューヨーク市のWOR、ワシントンD.C.のWOIC、シカゴのWGN、ロサンゼルスのKHJ）からなるミューチュアルネットワークの設立計画を公式に発表した。同じ頃、ピッツバーグのミューチュアルラジオ局KQVは、最終的にテレビライセンスを取得しようと試みていたが失敗に終わり、自社の放送局がミューチュアルのテレビ加盟局になることを望んでいたと伝えられている。最終的に、ミューチュアルブランドのネットワークのブランド名は「Mutual Television Network（ミューチュアル・テレビジョン・ネットワーク）」に決定された。しかし、5局のミューチュアルネットワークは短期間で失敗し（僅か11ヶ月しか運営されなかった）、アメリカの「ビッグ4」ラジオネットワークの中で唯一、テレビネットワークと長期にわたって接続されなかった（そして最終的にテレビネットワークに支配権を奪われた）ラジオネットワークとなった。ミューチュアルテレビネットワークは短命だったが、このグループが商業テレビの初期の発展に影響を与えなかったわけではない。ミューチュアルラジオ加盟局のいくつかは独自のテレビ局を立ち上げ、ABC、NBC、CBS、またはデュモンのテレビネットワークと提携することが多かった。
協同組合はまた、新しいメディアへの移行を可能にした数多くの貴重なラジオ資産の権利も保有しており、その中には、後にタブロイドトーク番組や「リアリティ」番組として知られるようになる、当時最も人気のある2つのバリエーション、つまり、気難しいおしゃべり番組『リーブ・イット・トゥ・ザ・ガールズ』と、特に『クイーン・フォー・ア・デイ』が含まれており、どちらも1945年にミューチュアルラジオで始まった。「悲惨な番組」と呼ばれることもある『クイーン・フォー・ア・デイ』は、「病人や虐げられた人々の最も心を刺すような話を思いついた女性たちに賞を授与する番組だった。ある番組では、9人の子どもがいる母親が、夫の上に洗濯機が落ちて身体障害を負い、心臓手術も必要になったため、洗濯機の交換を希望した」という。1947年5月、ロサンゼルスのドン・リー・システムの実験テレビ局W6XAO（後のKTSL）で同時放送版の放送が開始された。同番組は大ヒットとなり、10年も経たないうちに沿岸部のテレビ局で高視聴率で放送されるようになった。1950年代、強大なネットワークであるNBCが番組の支配権を握ろうとする中、4年間にわたってNBCを睨みつけていた。

#### 番組編成：第二次世界大戦と『スーパーマン』

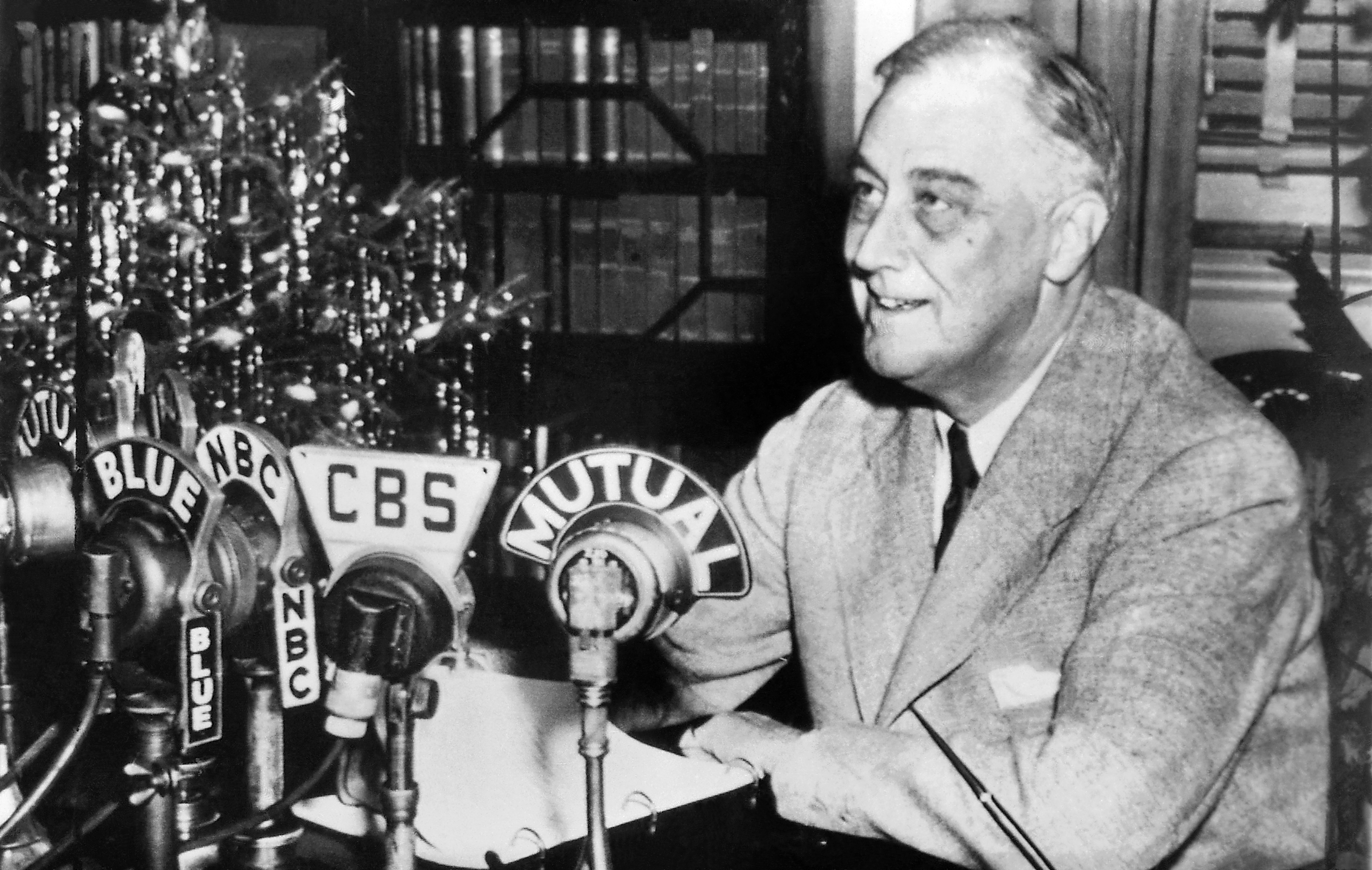
フランクリン・D・ルーズベルト大統領が、1943年12月24日、ニューヨーク州ハイドパークの自宅で、テヘラン会談とカイロ会談について全国ラジオの「炉辺談話」で語った

オフスクリーンでは、ミューチュアルは進取的な放送局であり続けた。1940年、セドリック・フォスターを特集した番組が、ミューチュアルの評判の高いニュース・意見番組のスケジュールに加わった。フォスターが有名になったのは、全国的に毎日聞かれる最初の昼間のコメンテーターだったからである。同ネットワークは12月8日にその年のNFLチャンピオンシップゲームを放送し、この年次イベントとしては初の全国放送となった。その後の5年間、ミューチュアルの戦争報道は、ヘンリー・シャピロ（Henry Shapiro）やピート・ヴァン・T・ヴィール（Piet Van T Veer）などの現地特派員や、元CBSのセシル・ブラウンなどのコメンテーターを擁し、より裕福なネットワークの戦争報道に匹敵する地位を維持した。1941年12月7日日曜日の東部標準時14:26、旗艦局のWORは、日本軍による真珠湾攻撃を報じるニュース速報でフットボールの試合の放送を中断した。これはアメリカ本土で最初に伝えられた攻撃の公式発表だった。最初の爆弾が投下されたのは63分前だった。1945年5月、シグリッド・シュルツは、発見された最後のナチス強制収容所の一つ、ラーフェンスブリュック強制収容所からリポートした。翌月、『ミート・ザ・プレス』がマーサ・ラウンツリーをモデレーターに迎えて初放送された。1940年代後半の1年半、ウィリアム・シャイラーはエドワード・マローとの有名な不和の後、CBSから移籍し、時事問題の解説を担当した。1948年、ミューチュアルの4部構成のシリーズ『To Secure These Rights（これらの権利を確保するために）』は、トルーマン大統領の公民権委員会の調査結果をドラマ化したもので、人種隔離政策が敷かれていた南部の多くの政治家や加盟局を激怒させた。
エンターテインメントの分野では、『ザ・シャドウ』の比類ない成功を基盤に築き上げた。WGNの『シカゴ・シアター・オブ・ジ・エア』は、1時間にわたるオペラやミュージカルの演劇を生観衆の前で上演するもので、1940年5月に初めて放送された。1943年までに、フルオーケストラと合唱団によるパフォーマンスを見るために集まった4,000人もの観客の前で録音されるようになった。『シカゴ・シアター・オブ・ジ・エア』は1955年3月までミューチュアルで放送された。ミューチュアルは、影響力のある因習打破の風刺作家ヘンリー・モーガンに早くから全国放送の場を提供し、自身の番組『Here's Morgan（ヒアズ・モーガン）』は1940年10月に放送を開始した。『ローン・レンジャー』は1942年5月にNBCブルーに移ったが、数ヶ月以内にミューチュアルには信頼できる、そして同様に有名なアクションヒーローがもう一人誕生した。『スーパーマン』はWORから引き継がれ、1942年8月から1949年6月まで同ネットワークで放送された。1943年4月、ミューチュアルで最も長く続いた番組の1つとなる番組を開始した。『The Return of Nick Carter』として開始し、後に『Nick Carter, Master Detective（探偵ニック・カーター）』と改題されたこの番組は、1955年9月まで同ネットワークの定番番組となった。1943年5月から1946年5月まで、ユニバーサル映画シリーズから役を再演したベイジル・ラスボーン及びナイジェル・ブルース主演の『シャーロック・ホームズの新冒険』を放映した。同番組の初期のバージョンは1936年にミューチュアルで短期間放送されたが、あまり有名ではないバージョンが1947年9月から1949年6月まで再放送された。『トワイライトゾーン』の原型ともいえるアンソロジーシリーズ『謎の旅行者』は、1943年12月から1952年9月まで毎週放送された。
1946年2月、7年以上にわたって放送されることになるクイズ番組『二十の質問』を開始した。10月、ボブ・ベイリー主演の探偵シリーズ『レット・ジョージ・ドゥー・イット』がミューチュアル/ドン・リー制作でスタートし、これも1950年代半ばまで放送された。1946年から2年間、スティーブ・アレンはロサンゼルスのKHJのミューチュアル/ドン・リーの朝番組『Smile Time』で初めて同ネットワークに出演した。1947年2月、宗教的なテーマを扱った『ファミリー・シアター』が初公開され、ハリウッドの有名スターが頻繁に出演し、このシリーズは10年半にわたって放映された。その年の3月、1931年以来CBSの大スターだったケイト・スミスが移籍した。1951年9月まで続いたミューチュアルでの最初の在籍期間の大半、スミスは正午の『Kate Smith Speaks（ケイト・スミス・スピークス）』と、その時間以降の『Kate Smith Sings（ケイト・スミス・シングス）』という、それぞれ15分間の2つの異なる平日番組を担当していた。このネットワークは、ラジオドラマ作家のウィリス・クーパーと、クーパーの高く評価されているサスペンスアンソロジー『Quiet, Please』の放送枠を提供し、同作品は1947年6月から1948年9月まで放送された。また、俳優アラン・ラッドの、犯罪を解決する推理小説家を描いた同様に称賛されたドラマ『ボックス13』も放送され、ちょうど1年間放送された。ラッド自身の会社であるメイフェア・プロダクション（Mayfair Productions）が52話を制作し、1948年8月22日から毎週日曜日に放送が開始された。

### 1950年代：新しい所有者

#### ゼネラル・タイヤが支配権を主張、その後売却

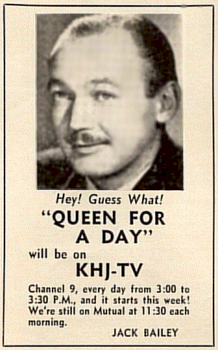
朝はラジオ、午後はテレビで、聴取者は『クイーン・フォー・ア・デイ』に飽きることなく夢中になった。各話の最後に、ホストのジャック・ベイリーは「We wish we could make every lady in America a queen for every single day!（アメリカの全ての女性を毎日女王にできたらいいのに!）」と宣言していた。

1950年末、トーマス・S・リー（1934年に亡くなったドン・リーの息子）の遺産相続人は、遺産の放送権益を清算した。ドン・リー・ブロードキャスティング・システムとそのミューチュアル株は、ヤンキー・ネットワークを通じてミューチュアルにかなりの株式を保有していたゼネラル・タイヤに1,230万ドル（2023年では1.56億ドルに相当）で売却された。この売却は、グループ買収を主導したエドウィン・W・ポーリーによる異議申し立てを引き起こした。ポーリーは、どのグループもネットワーク株の25%以上を保有できないというミューチュアルの定款に違反していると主張し、グループの買収は失敗に終わった。ゼネラル・タイヤはKHJ、KFRC、KGBを保持し、他の放送局を売却した。同時に、ミューチュアルは今後6年間、ワールドシリーズとオールスターゲームのテレビ放映権を取得した。ミューチュアルはおそらくテレビネットワークの夢を再び実現しようとしていたか、あるいは単に長年のビジネス関係を利用していたとみられる。いずれにせよ、ミューチュアルは次のシーズンの試合に間に合うようにNBCに放送権を売却し、莫大な利益を得た。
1952年初頭、ゼネラル・タイヤはR・H・メイシー・アンド・カンパニーからゼネラル・テレラジオ（General Teleradio）を買収した。この取引で、ゼネラル・タイヤはWORラジオ局とテレビ局、及びゼネラル・テレラジオブランドの権利を取得し、その下で同社は放送事業を新しい部門として統合した（バンバーガーはかつて、首都ワシントンD.C.にあるテレビ局WOICをCBSと「ワシントン・ポスト」に売却していた）。最も重要なのは、WORのミューチュアル設立株がヤンキーとドン・リーの保有株に加えられたことで、ゼネラル・タイヤがネットワークの過半数支配権を獲得したことである。ドン・リー放送局の社長に既に就任していたゼネラル・タイヤのトーマス・F・オニールは、幹部交代でミューチュアルの社長に就任した。
ミューチュアルはテレビ局を持っていなかったが、メディアで最も収益性の高い番組の1つであるジェネラル・テレラジオ/ドン・リーのKHJ-TVでの『クイーン・フォー・ア・デイ』の初期版は、市内の他の6つのテレビ局の合計の3倍の視聴者数を誇っていた。また、加盟局数でも圧倒的にアメリカ最大のラジオネットワークであり、その数は約560で、最も強力なライバルであるCBS（194）やNBC（191）のほぼ3倍であった。それでも、ラジオ業界は大手広告主がラジオを放棄してテレビに乗り換えたことの影響を感じ始めており、ミューチュアルを含む4つのネットワーク全てでコマーシャル料金が引き下げられた。オニールは、1953年7月にマサチューセッツ州ケープコッドで開かれた加盟局の会議で、「ケープコッド計画（The Cape Cod Plan）」と呼ばれる物々交換方式の再編を提案した。この計画では、ネットワークは毎日5時間のスポンサー付き番組と、加盟局がコマーシャル時間を販売できる毎週14時間の追加番組を提供するというものだった。「ケープコッド計画」は最終的に加盟局からの抵抗に遭い、一部はこれをミューチュアルが彼らの犠牲で金儲けをしようとしているとみなした。1954年1月の次の加盟局会議の時点で、オニールは物々交換計画を「死んだ」と宣言した。
1955年、ゼネラル・タイヤはハワード・ヒューズからRKOピクチャーズを買収してメディア資産を拡大し、ゼネラル・テレラジオを「RKOテレラジオ・ピクチャーズ（RKO Teleradio Pictures）」に改名した。翌年、RKOのカナダ子会社が、デトロイト市場にサービスを提供するオンタリオ州ウィンザーのCKLWの所有者であるミューチュアルの株主、ウェスタン・オンタリオ・ブロードキャスティング（Western Ontario Broadcasting）の経営権を購入した。契約締結時、ウェスタン・オンタリオ・ブロードキャスティングの取締役のうち2人はアメリカ市民だった。RKOテレラジオ・ピクチャーズは1956年4月にワシントンD.C.の放送局WGMS-AM-FMも買収し、WGMSはミューチュアルに加わった。1年半後に映画スタジオが閉鎖され、放送部門は1957年にRKOテレラジオに改名され、1958年には再びRKOゼネラルに改名された。「ミューチュアル・ディーラー計画（Mutual Dealer Plan）」は、物々交換方式の「ケープコッド計画」の要素を含むネットワーク運営を刷新するもう一つの試みであり、1956年4月の会議で加盟局に発表され、好評を博した。しかし、この計画では、ミューチュアルに残っていた2人の少数株主の離脱を阻止することはできなかった。ユナイテッド・ブロードキャスティングのWHKは7月にNBCに乗り換え、創設局のWGNは1956年8月31日に独立局となり、ABC/「プレーリー・ファーマー」所有のWLSはミューチュアルのシカゴ加盟局となった。
この時点で、ミューチュアルは破綻しかけていた。「ミューチュアル・ディーラー・プラン（Mutual Dealer Plan）」と人員削減にもかかわらず、1956年に40万ドル（2023年では434万ドルに相当）の損失を被った。1957年7月初旬、広告主は、ネットワークが今月末に運営を終了する可能性があることを通知されたが、これはゼネラル・タイヤがミューチュアルに対して検討していた3つの選択肢のうちの1つである。最終的に、別の選択肢、つまり、経営権を委ねていた放送局は保持したままミューチュアルを分離するという選択肢が採用され、アーマンド・ハマー博士率いるグループがその月の後半に買収した。限定的なスポンサーシップパッケージも導入され、広告主はシーズン全体ではなく短縮された期間にわたって番組を支援できるようになったが、テレビがラジオを奪う傾向は逆転しなかった。ラジオネットワークは、スポンサーのいない自主番組の増加に伴う料金の支払いを余儀なくされた。主力の広告主の喪失は、歴史家ロナルド・ガレイが「ラジオネットワークのタレント、経営陣、技術者が大量にテレビに流れていった...[そして]これらの人々はラジオネットワークを普及させた番組を持っていった」と表現する現象を伴っていた。

#### 混乱、プロパガンダ疑惑、そして破産

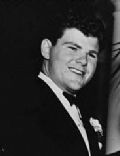
ハル・ローチ・ジュニア

すぐに再び所有者が変わり、1958年9月にスクラントン・レース・カンパニー（Scranton Lace Company）が200万ドル（2023年では2112万に相当）で買収した。スクラントンはF・L・ジェイコブズ・カンパニー（F. L. Jacobs Company）の支配下にあり、同社の会長であるアレクサンダー・グテルマは、その年に買収したハル・ローチ・スタジオズとミューチュアルを統合したメディア帝国を構想していた。グテルマのミューチュアル社長としての在任期間は短く、資金不足の拡大、関連会社への支払い遅延、AT&Tへの電話料金未払い、証券取引委員会（SEC）による調査継続などの問題を抱え、1959年2月13日に辞任した。ハル・ローチ・ジュニアが社長に就任したが、SECは彼がグテルマの株式を引き継いだことから「グテルマの操り人形」と呼び、ネットワークを運営する能力に疑問を呈した。辞任から1週間後、SECはグテルマを連邦証券詐欺罪で起訴し、ローチは映画スタジオの社長を解任されたが、ミューチュアルの社長としての地位は維持された。SECはまた、F・L・ジェイコブス・カンパニーの株式取引の停止も命じた。
スクラントンはミューチュアルを売却するよう圧力を受けていた。1959年3月9日号の「ブロードキャスティング」誌は、ミューチュアルが105万ドルの赤字（2023年では1097万ドルに相当）を抱えており、月に最大10万ドルの損失を出していると報じた。AT&Tは、未払い料金が全額支払われない場合、24時間以内にミューチュアルの電話サービスを停止すると脅迫し、その結果、ネットワークは関連会社から切り離されることになる。化粧品メーカーのマックス・ファクターに売却する試みは、既存の財務損失から税制優遇策を生み出す方法を見つけられなかったため失敗に終わった。AT&Tが再度電話サービスを停止すると脅した時、ネットワークニュースディレクターのロバート・F・ハーリー（Robert F. Hurleigh）は、実業家のマルコム・スミス（Malcolm Smith）と土壇場で取引をまとめた。ネットワーク買収の取引には、100万ドルの広告時間と、総額40万ドルを超えるAT&Tの未払い電話料金の支払いが含まれていた。しかし、この契約はソルトレイクシティのKALLとその41局からなる地域放送局「インターマウンテン・ネットワーク（Intermountain Network）」がABCに乗り換えるのを阻止できなかった。ドン・リー・ネットワークは4月26日に解散し、20の加盟局全てがミューチュアルからABCに乗り換え、ABCがドン・リーの残りの番組を購入した。ヤンキー・ネットワークの主要局であるWNACは8月にミューチュアルとの提携を解消して独立放送局となったが、ミューチュアルは他のヤンキー・ネットワーク局と個別に提携することを許可された。
ミューチュアルとのトラブルは悪化した。1959年5月にシウダー・トルヒーヨへの記者旅行中、ハーリーはドミニカ共和国の大統領ラファエル・トルヒーヨがグテルマ、ローチ、スクラントン社の副社長ガーランド・カルペッパー（Garland Culpepper）に秘密裏に資金を提供していたという確証を得た。グテルマはトルヒーヨから最大75万ドルを受け取り、その見返りとして、ミューチュアルのニュース番組ではトルヒーヨ政権に有利な宣伝記事を毎月最大425分放送することになっていた。ウォルター・ウィンチェルが読んだ記事の1つは、ハル・ローチ・スタジオズが将来この国で映画を撮影する計画に関するものであり、またカストロの同盟者がトルヒーヨ政権への攻撃を計画しているという別の記事はフルトン・ルイス・ジュニア（Fulton Lewis Jr.）が読んだ。また、ニュース番組用に送られたが放送されることはなかった様々な「ニュースリリース」もあった。この取り決めに憤慨したハーリーはアメリカ司法省に訴えたが、同省はグテルマが金を返還しなかったことを受けてトルヒーヨの弁護士からも苦情を受けていた。9月までに、グテルマは外国代理人としての登録を怠ったとして起訴され、ローチとカルペッパーが被告となった。容疑に対して無罪を主張したグテルマは、株式詐欺の罪で連邦刑務所に収監されたが、彼が実際に契約を履行し、偏向報道を仕組んだかどうかは証明されなかった。それにもかかわらず、この事件とネットワークの不安定な財政状況が相まって、130局が相互提携を解消したと報じられている。
トルヒーヨ事件と提携局の離反を受けて、スミスは1959年7月1日にミューチュアルをハーレイに1ドルで売却し、その後自主的に連邦破産法第11章を申請した。実業家のアルバート・G・マッカーシー（Albert G. McCarthy）が運営を引き継ぎ、ネットワークの300万ドルを超える負債（2023年では3136万ドルに相当）を清算すると共に、継続的に運営することに興味のある所有者を探した。WORは、かつて離脱することを示唆していたにもかかわらず、ミューチュアルと新たな契約を結び、WGMS、KFRC、KHJ、WHBQが独立してWNACに加わったため、関係を再開した唯一のRKOテレラジオ局となった。同時に、リスナーがWORも破産したと誤解したため、WORは「RKOゼネラルが所有するWOR-AM-FM（WOR-AM-FM, owned by RKO General）」として識別し始め、オンエアでミューチュアルに言及することを避けた。同時に、ミューチュアルは自社の局名を「独立放送局ネットワーク（the Network of Independent Stations）」に変更した。1959年12月23日、破産裁判所は全ての負債を解決する3部構成の再建計画を承認し、ミューチュアルは連邦破産法第11章から脱却することができた。ネットワークの広報担当者は「これは、我々が白紙の状態から出発し、以前の経営陣から切り離されることを意味する」とコメントした。

#### 朝鮮戦争とオリジナルドラマの衰退
グテルマの失態以前、強力で尊敬される報道機関を運営しているという評判を維持していた。1950年半ばに朝鮮半島の紛争が激化し始めると、ミューチュアルは、第二次世界大戦中にCBSの軍事アナリストを務めたジョージ・フィールディング・エリオット少佐の解説を特集した、情勢に関する2つの特別夜間リポートの放送を開始した。1950年8月までに、NBCやABCよりも多い6人の特派員が韓国でミューチュアルに勤務していた。ミューチュアルの解説番組がニュースになることもあった。1954年3月11日、フルトン・ルイス・ジュニアは上院議員ジョセフ・マッカーシーをゲストとして招いたが、その2日前にはエドワード・R・マローがホストを務めるCBSテレビ番組『シー・イット・ナウ』で同議員の倫理観が疑問視されていた。マッカーシーはラジオのインタビューで、マローを「テレビ界の極左、情け深い人物」と一蹴した。1957年、ミューチュアルは、コーラーのストライキをめぐる論争のため、ハーバート・V・コーラー・シニアを特集したクラレンス・マニオンの『マニオン・フォーラム（Manion Forum）』のエピソードの放送を拒否した。
1950年代の初めに、NBCが同様のテーマの『ディメンションX』を初放送するほぼ1ヶ月前の1950年3月15日に『2000プラス』で大人向けSFの世界に参入した。同ネットワークは、1938年にミューチュアルの共同設立者であるWXYZが始めた（ただし、同局がネットワークから離脱した後）冒険シリーズ『ユーコンの挑戦』をABCラジオから引き継いだ。1951年末にメトロ・ゴールドウィン・メイヤーと提携し、1952年から映画スタジオは『MGMシアター・オブ・ジ・エア』を中心に週6時間までの番組を供給したが、番組は僅か1年しか続かなかった。もう一つの定評あるドラマ、フィリップス・H・ロードの『カウンタースパイ』は、ABCで放送された後、1953年にミューチュアルに移った。1953年にネットワークが新たに提供した番組も、時代の象徴的な番組で、NBCテレビのフィッシャーの番組のサウンドトラックを使用した『コーク・タイム・ウィズ・エディ・フィッシャー』の文字起こし再放送や、CBSテレビの『ペリー・コモ・チェスターフィールド・ショー（Perry Como Chesterfield Show）』の音声同時放送などだった。『ザ・シャドウ』の長期にわたる放映は1954年12月にようやく終了し、続いて1955年6月に『プレストン軍曹（Sergeant Preston）』が放映された。1940年代から1950年代初頭にかけてABC、CBS、NBCで放送されたロードの別の連続ドラマ『ギャング・バスターズ』は、1955年10月にミューチュアルに移管された。1957年11月、『カウンタースパイ』と『ギャング・バスターズ』の最終回が放送され、同ネットワークに残っていた最後の2つの30分オリジナルドラマ番組が終了した。ミューチュアルはこのジャンルを放棄し、1973年にロッド・サーリング主演の短命な『ザ・ゼロ・アワー』まで新しいドラマシリーズを放送しなかった。
1955年、有名なコメディチーム「ボブ・アンド・レイ」がNBCから移籍し、週5日の午後の番組を放送した。ケイト・スミス（Kate Smith）は1958年1月に最後のラジオシリーズに復帰し、8月まで放送された。1958年6月、スクラントンが買収される僅か数ヶ月前に、『ザ・マーチ・オブ・タイム』の声で有名なウェストブルック・ヴァン・ヴォーリスがホストを務める夜間25分間のニュース番組『ザ・ワールド・トゥデイ（The World Today）』を開始した。スポーツはミューチュアルの番組スケジュールの大きな部分を占めるようになり、日曜日を除く毎日、メジャーリーグの『ゲーム・オブ・ザ・デイ（Game of the Day）』を定期的に放送し始めた。毎日のスポーツ番組へのこの拡大は1960年代まで続いた。野球のワールドシリーズとオールスターゲームは1957年にライバルのNBCが担当することになったが、ミューチュアルは1954年にノートルダム・ファイティング・アイリッシュ・フットボールの全国ラジオ放送権を獲得した。その後10年間にわたって放送権はネットワーク間で交代し、1968年にミューチュアルが独占放送局となり、これが同ネットワーク存続の礎となった。

### 1960年代～1970年代：焦点の絞り込み

#### 3Mからアムウェイへ
1960年春、ミネソタ鉱業製造会社（3M）が介入し、ミューチュアルを約130万ドルで買収し、事業に切望されていた安定性を回復した。1950年代後半のグテルマ事件にもかかわらず、依然として443の加盟局を抱えており、これはどのネットワークよりも圧倒的に多い数だった。歴史家のジム・コックスが述べているように、この頃までに、ミューチュアルとABCはどちらも「ニュースとスポーツイベント、そしていくつかの長期番組を除いて、ネットワーク番組の殆どをほぼ一掃していた」。これは、その後の一連の所有権の変更を通じて、今後35年間にわたるミューチュアルの基本的なアプローチを特徴づけるものとなった。
1966年7月、3Mはジョン・P・フレイム（John P. Fraim）とローレン・M・ベリーが率いる非公開企業のミューチュアル・インダストリーズ株式会社（Mutual Industries, Inc.）にネットワークを310万ドル（2023年時点では2911万ドルに相当）で売却した。フレイムはオハイオ州デイトンに本拠を置くベリーの電話帳出版会社の副社長であった。ミューチュアル・インダストリーズが買収した際に、社名が「ミューチュアル・ブロードキャスティング・コーポレーション（Mutual Broadcasting Corporation）」に変更された。翌月、ミューチュアルの重鎮フルトン・ルイス・ジュニア（Fulton Lewis Jr.）が亡くなった後、彼の息子フルトン・ルイス3世が彼の夜7時の番組枠を引き継いだ。オハイオ州のもう一人の実業家、ダニエル・H・オーバーマイヤーは、独自のテレビネットワークを立ち上げる計画の中で、1967年にミューチュアルとの合併を模索した。この提案は拒否されたが、ミューチュアルの株主3人が他の11人の投資家と共同でオーバーマイヤーの事業を購入し、「ユナイテッド・ネットワーク（United Network）」に改名した。同ネットワークとその唯一の番組である『ザ・ラスベガス・ショー』は、放送開始から僅か1ヶ月で終了した。
1968年1月1日にABCラジオが人口統計に基づいて4つのネットワークに「分割」された時、それを阻止するために訴訟を起こしたが、失敗した。一方、ミューチュアルはトップの交代が頻繁に起こり、経営面で不安定な状況に陥っていた。たとえば、マシュー・J・カリガン（Matthew J. Culligan）は1966年10月から1968年6月までミューチュアルの社長だった。後任には、ABCラジオ部門の社長を7年近く務めていたロバート・R・ポーリーが就任した。しかし、ポーリーは僅か1年で退任し、コスト削減の必要性や、その他の同意できない決定をめぐって取締役会と衝突した。後任には、ミューチュアル加盟のラジオ局を複数所有し、ミューチュアル加盟局諮問委員会（Mutual Affiliates Advisory Council）で活躍するビクター・C・ディーム（Victor C. Diehm）が就任した。

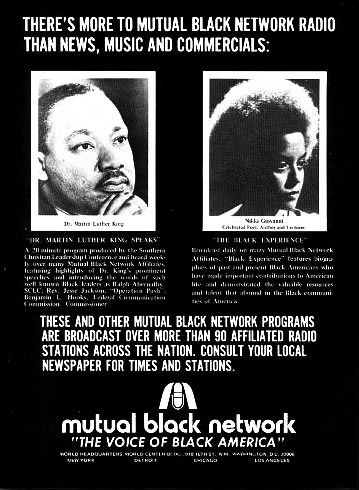
マーティン・ルーサー・キング・ジュニア牧師と詩人のニッキ・ジョヴァンニを特集したミューチュアル・ブラック・ネットワークの広告

1972年初頭、フロリダ州ハリウッドの加盟局WGMAの元幹部兼オーナーであるC・エドワード・リトルがディームの後任に就任した。リトルは、ミューチュアルが長年、旧来の「ビッグ4」ラジオネットワークの中で4位であったことを認めつつ、ミューチュアルのニュースサービスと番組提供を拡大するという決意でこの職に就いた。リトルは、数年前にABCがラジオネットワークを分割した動きに倣い、1972年5月1日に、ミューチュアル・ブラック・ネットワーク（MBN）とミューチュアル・スパニッシュ・ネットワーク（MSN、ミューチュアル・カデナ・ヒスパニカ（Mutual Cadena Hispánica）、またはMCH）という2つのニュースサービスをさらに立ち上げた。MBNは黒人聴取者をターゲットに、他の番組と共に毎週5分間のニュースやスポーツリポートを100本提供し、MCHはスペイン語のリスナーを対象に同様の番組を放送した。1972年7月までに、ミューチュアルには550の加盟局があり、MBNには55の加盟局、MCHには21の加盟局があった。MCHは僅か6ヶ月しか存続しなかったが、1974年までにMBNは98の加盟局に成長した。
1974年7月のもう1つの変更はより微妙なものだった。ニュース放送や番組の最初と最後、コマーシャルの合間、ネットワーク識別の休憩中に、特徴的な2トーンの「Mutualert（ミューチュアラート）」ネットワークキュー音を使い始めた。ミューチュアルは存続期間中、リスナーから「bee-doops（ビー・ドゥープ）」と呼ばれたこれらのキュー音を使い続けた。若者向けのミューチュアル・プログレッシブ・ニュース（Mutual Progressive News）は、トップ40とカントリー局向けに開始され、既存のミューチュアル加盟局がない市場の非営利教育放送局でも利用可能になった。リトルはその後、1978年にダラス・カウボーイズ・ラジオ・ネットワークの配信を担当し、サウスウェスト・カンファレンスのフットボール試合を放送する地域ミニネットワークであるミューチュアル・サウスウェスト・ネットワーク（Mutual Southwest Network）の立ち上げを監督した。1976年にMBNの所有権の49%がシェリダン・ブロードキャスティング・コーポレーション（Sheridan Broadcasting Corporation）に売却され、1979年には残りの51%も売却され、その時点でMBNは「シェリダン・ブロードキャスティング・ネットワーク（Sheridan Broadcasting Network）」に改名され、後にナショナル・ブラック・ネットワークと合併してアメリカン・アーバン・ラジオ・ネットワークスが設立された。
当初、フレイムとベリーはミューチュアル・ブロードキャスティング・コーポレーションの経営権を握っていたが、投資家のベンジャミン・D・ギルバート（Benjamin D. Gilbert）とその妻が密かに彼らの株式と他の投資家の株式を買い取り、グループの主要所有者となった。ギルバート夫妻は、ある特定の番組のせいで望まない注目を集めることとなった。1974年、極右の見解と反ユダヤ主義を標榜するシンクタンク兼ロビー団体のリバティ・ロビーは、毎日5分間の番組『ディス・イズ・リバティ・ロビー（This Is Liberty Lobby）』の放送時間を購入した。この番組では、毎回の放送の最後に同団体の「America First（アメリカ第一主義）」のパンフレットも提供された。同番組はミューチュアルから直接提供されたものではないが、同ネットワークの600以上の放送局で聴取可能となり、7月までに126の放送局で放送された。名誉毀損防止同盟は、ギルバート夫妻が1966年以来リバティ・ロビーに個人的に数千ドルを寄付していたことから、相互関係が生まれたと主張した。ミューチュアルは11月に特定の2つのエピソードの放送を拒否した後、年末にリバティ・ロビーとの契約を解除した。
1977年3月21日発行の「ブロードキャスティング」誌で、発行人のジョン・P・マクゴフは、ミューチュアルの買収交渉中であることを明らかにした。ホームケア製品の販売で知られるマルチレベルマーケティング会社のアムウェイと、ジョージア州コロンバスに本拠を置く保険会社のアメリカン・ファミリー・コーポレーションとの間で入札合戦が繰り広げられたが、提示価格が2000万ドル（2023年では1.01億ドルに相当）に近づいたためアメリカン・ファミリー・コーポレーションは撤退した。1977年9月30日、アムウェイがミューチュアルを買収した。買収後、全国初の商用放送衛星ネットワークの開発を開始し、放送業界の伝送能力を何十年も電話回線に依存してきた状況に終止符を打った。この提案は1979年後半にFCCの承認を受けた。ミューチュアルに最も大きな変化が起こったのは1978年、アムウェイがシカゴ労働連盟からWCFLを1,200万ドル（2023年では5606万ドルに相当）で買収したときだった。ラジオ局によって設立されたネットワークが初めて、国内最大の市場の1つで独自の放送局を直接所有するようになった。また、その年に加盟局数も過去最高の950局に達した。これは多角的なアプローチで大きな成功を収めていたABCよりは少ないが、NBCやCBSよりははるかに多い。

#### 聴取者参加トーク番組の台頭

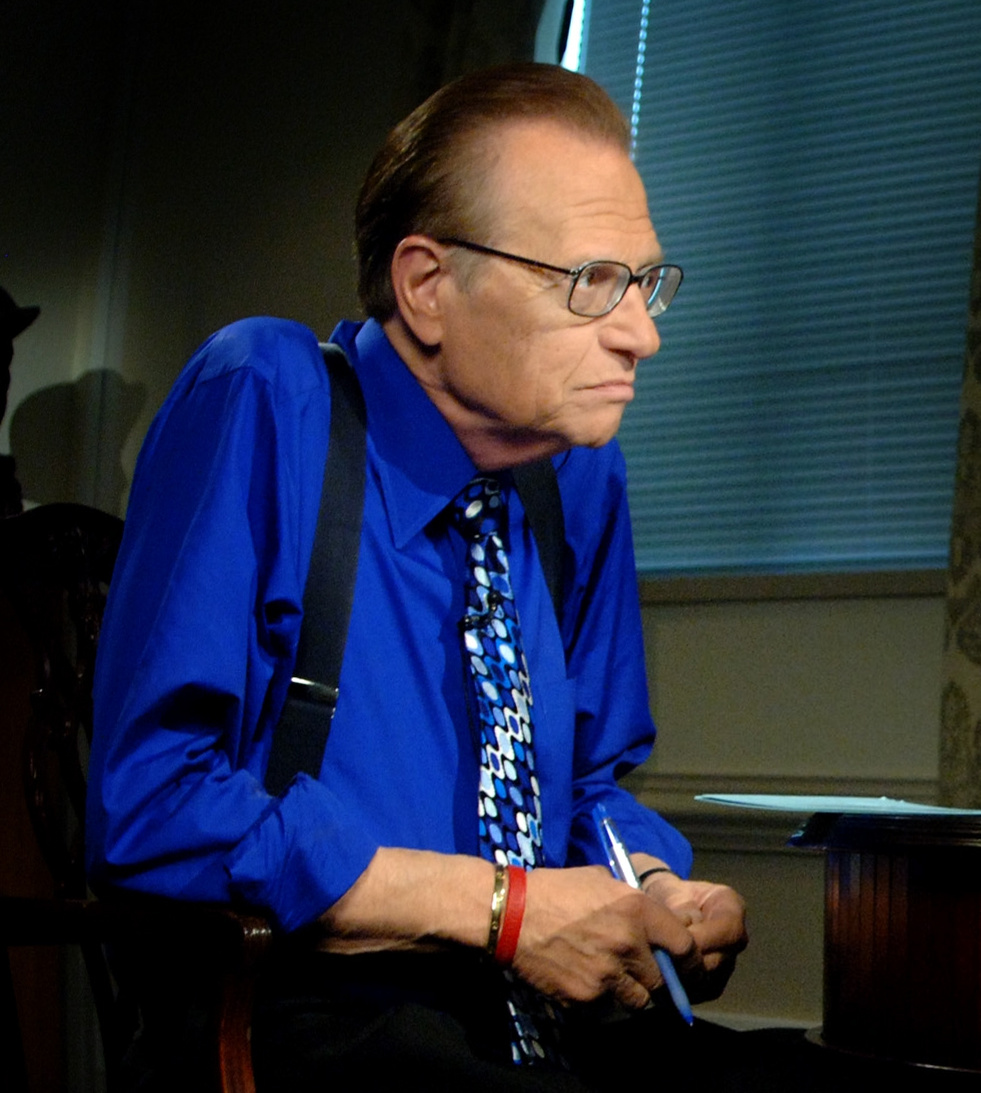
ラリー・キング

ニュースとスポーツ以外では、この時代にミューチュアルが始めた数少ない主要ネットワーク番組の1つが、急速に同社の歴史の中で最も成功した番組の1つになった。それは、ハーブ・ジェプコをホストに迎え、1975年11月3日に始まった初の全国的な終夜電話相談ラジオ番組だった。ジェプコの番組は、1964年にソルトレイクシティのKSLで『ナイトキャップ（Nitecap）』として始まり、東部標準時の深夜から8時間にわたってミューチュアルによって放送され、西海岸の放送局で生放送された。また、全米各地での受信を保証するために、12の強力なAM放送局と契約した。ジェプコは番組内で物議を醸す話題を徹底的に避けたため、一部の電話参加者は単に自分たちの住んでいる地域の天気について話すだけだった。同僚のブロードキャスター、ヒリー・ローズはジェプコについて、「彼はジョー・パインやアメリカで成功しているトーク番組ホストの99％とは全く正反対だ。もし彼がもう少し優しくなれば、メアリー・ポピンズが魔女に見えるだろう」と語った。
1977年5月、ミューチュアルはジェプコの番組を打ち切り、ニューヨーク市のWMCAのロング・ジョン・ネーベルとキャンディ・ジョーンズの夫婦番組に切り替えたが、ジェプコの番組ほど好評ではなかった。ネベルとジョーンズは年末までにミューチュアルを去り、その後ミューチュアルはマイアミのWIODで殆ど無名の地元トーク番組ホスト、ラリー・キングを雇った。1978年1月30日、『ラリー・キング・ショー』が全国初放送された。当初は28の放送局で放送されていたが、1979年後半には、キングのますます人気の高い終夜番組は200近くの放送局で放送されるようになった。毎晩約200万人の視聴者を抱える『ラリー・キング・ショー』は、1980年代初頭に新たな加盟局を引き付け続けた。キングもジェプコと同様に、物議を醸す話題には触れず、番組に定期的に電話をかけてくる聴取者にはペンネームやニックネームを使っていた。
もともと5時間半の番組だったが、最後の30分間は、1984年9月にWCFLの卒業生ジム・ボハノンがホストを務める朝のニュースマガジン『アメリカ・イン・ザ・モーニング』としてリニューアルされた。キングは、1985年にCNNの『ラリー・キング・ライブ』のホストとしてテレビ界に進出してからずっと後、1994年までミューチュアルの聴取者参加番組を続けた。キングの成功により、NBCラジオとABCラジオはすぐにNBCトークネットとABCトークラジオ（ABC TalkRadio）を立ち上げ、どちらも夜から深夜にかけて放送される電話参加型番組を特徴とした。『ラリー・キング・ショー』は1982年にミューチュアル部門でピーボディ賞も受賞した。
ミューチュアルはトーク番組やニュース番組以外にも事業を展開した。ミューチュアルは、ネットワークの既存のスポーツ報道に加え、1970年から1977年まで『マンデーナイトフットボール』の全国ラジオ放送局でもあった。ミューチュアルは、1979年2月23日にウェストバージニア州ホイーリングのWWVAから『ジャンボリーUSA』の全国配信を開始し、ネットワークが定期的に予定されている生音楽番組を特集したのは数年ぶりのことだった。『ジャンボリーUSA』は衛星放送された最初のラジオ音楽番組にもなった。この新技術により、ミューチュアルはアンソロジーやコンサートなど、追加の音楽番組を加盟局に提供できるようになった。

### 1980年代〜1990年代：ミューチュアルの終焉

#### ウェストウッド・ワンに加わる
WCFLの買収がまだ保留中だったが、アムウェイは1979年2月26日にストーラー・ブロードキャスティングからニューヨーク市のWHNと共にミューチュアルの2番目の放送局を1,400万ドル（2023年時点では5877万ドルに相当）で買収した。これは当時、ラジオ局の買収価格としては2番目に高額だった。WMCAに代わってミューチュアルのニューヨークアウトレットとなるこの取引は、1980年3月3日に完了した。WCFLは「Mutual/CFL」として再ブランド化され、軽い会話を目的としたトークラジオであるミューチュアル・ライフスタイル・ラジオの主力番組として1979年8月にリニューアルした。WHNのリー・アーノルド（Lee Arnold）がホストを務めるカントリーミュージック番組『オン・ア・カントリー・ロード（On a Country Road）』が全国配信された。また、1980年3月、CBSラジオが廃止した『シアーズ・ラジオ・シアター』をミューチュアルが引き継ぎ、『ミューチュアル・ラジオ・シアター（Mutual Radio Theater）』に改名した。数多くの高く評価されたエピソードが制作されたが、同シリーズは1980年12月19日に終了し、ミューチュアルの最後のラジオドラマとなった。ミューチュアル・サウスウェスト・ネットワークも1980年末に閉局された。どちらの場合も、『ミューチュアル・ラジオ・シアター』とミューチュアル・サウスウェストは広告サポートの不足に悩まされた。
1981年、音楽とインタビューを組み合わせた3時間の週刊番組『ディック・クラークの全国音楽調査（Dick Clark's National Music Survey）』を開始した。クラークは同年初めに競合シンジケーターのユナイテッド・ステーションズ・ラジオ・ネットワークスを共同設立した後もこの番組のホストを続けた。トミー・ラソーダやパット・サマーオールらによるスポーツ解説や、週末を通して1時間毎に放送される『ワイド・ウィークエンド・オブ・スポーツ（Wide Weekend of Sports）』のスポーツ中継も追加された。また、ノートルダムカレッジフットボール、PGAツアー、LPGA、全米テニス協会の実況中継権と、NFLの4チームの地域放映権も保有していた。
ミューチュアルの衛星ネットワークは1982年までに完全にオンラインになったが、新しいテクノロジーによって追加のネットワークが登場し、NBC、ABC、CBS、RKO、サテライト・ミュージック・ネットワーク、トランスターなどのネットワークが、「ターンキー（turnkey）」方式でラジオ局に継続的な番組を提供した。WCFLもネットワークの期待に応えられなかった。夕方のスポーツトークのホストとして雇われたチャック・スワースキーは、後にWCFLを「アメリカの放送史上、最も低い評価の5万ワット局。ログ用の空白ページがあった。コマーシャルの在庫はゼロ。交通部門が受け取ったPSAコンテンツは、その夜すぐにオンエアした」と評した。ミューチュアルが創立50周年を迎えた際、アムウェイは売却の噂を否定したが、幹部のリチャード・デヴォスは、同社が放送業界への進出に失望したことを認め、ミューチュアルを「学習経験」、WCFLの管理を「あまり良いものではなかった...当社の社員が本当にラジオ局の運営方法を知っているのか疑問に思い始めた」と述べた。ネットワーク社長のジョン・ブライアン・クレメンツ（John Brian Clements）は「このネットワークは売り物ではない」と主張したが、ラジオ局は売却された。WCFLは1983年11月にステートワイド・ブロードキャスティング（Statewide Broadcasting）に400万ドルの損失で売却され、WHNは1984年10月にダブルデイ・ブロードキャスティングに100万ドルの損失で売却された。クレメンツは、アムウェイの取締役会が数人の幹部の辞任を求め、「売上の低迷」を理由に人員削減を行った際に社長に就任した。
1985年、カリフォルニア州カルバーシティに本拠を置くラジオ制作会社兼シンジケーターのウェストウッド・ワンは、事業の拡大を目指していた。ウェストウッドとミューチュアルは相性が良かった。ミューチュアル加盟局の聴取者層は成人層が中心だったのに対し、ウェストウッドの音楽中心の番組を購入していた放送局の殆どはかなり若い聴取者層を抱えていた。ミューチュアルはウェストウッドにはないニュース事業を展開しており、ピーク時には落ち込んだものの、依然として860の加盟局を擁し、2,500万ドルの収益を上げ、ビッグ4の中では第2位の地位を築いていた。1985年9月、アムウェイは、衛星サービス部門とアップリンク施設を除いて、ネットワークをウェストウッド・ワンに3,900万ドル（2023年では1.1億ドルに相当）で売却し、アムウェイはこれらを保有した。「完璧な組み合わせだ」とウェストウッドの代表ノーマン・J・パティスは断言した。統合後の会社が広告主に幅広い人口統計的情報へのアクセスを提供できることに触れ、パティスはこれを「2+2=5の典型的な例」と呼んだ。1987年7月20日、その数字はさらに大きくなり、ウェストウッド・ワンがNBCラジオ・ネットワークを5,000万ドル（2023年では1.34億ドルに相当）で買収し、ミューチュアルの長年のライバル企業を追い詰めて、同ネットワークとNBCのラジオ局をウェスティングハウス・ブロードキャスティングに売却する計画が失敗に終わった。
ミューチュアルは、今でははるかに大規模なプログラミングサービスの一部となっており、そのアイデンティティは徐々に廃止されつつあった。1987年、ラリー・キングやトニ・グラントを含むミューチュアルの長編番組が「ミューチュアルP.M.（Mutual P.M.）」という新サービスに掲載され、ウェストウッド・ワンは新しい広告主を引き付けることを期待して「既存のネットワークから新しいネットワークを複製する」と宣伝した。1989年にNBCラジオのニュース・エンジニアリングスタッフは、アーリントン施設でミューチュアルのスタッフと統合され、1992年までに、特に夜間・週末の番組において、2つのネットワーク間の番組の統合が始まった。キングは1993年2月1日にラジオの終夜番組を短縮版の昼間番組に切り替え、深夜枠はジム・ボハノンに譲った。ボハノンは『アメリカ・イン・ザ・モーニング』のホストに加え、1981年からキングの代理ホストを務め、後にキングと同じ形式でミューチュアルで週末の聴取者参加番組を務めた。キングの昼間の番組は1994年6月に終了し、コメディアンのデイビッド・ブレナーがホストを務めるトーク番組に置き換えられ、2年間続いた。ウェストウッド・ワンは、キングのCNN夜間トーク番組『ラリー・キング・ライブ』のテレビ音声の同時放送を開始し、2009年末まで続いた。ボハノンの番組以外では、ミューチュアルの番組の殆どは小規模市場の放送局で放送されるようになり、多くの加盟局はそれを別の主要加盟局の「バックアップ」として使用していた。1999年までに、ミューチュアルニュース（Mutual News）の加盟局は約300局に減少した。

#### 統合、合理化、解散
一方、ウェストウッド・ワンは、より大規模な合併や買収の対象になり始めた。ウェストウッド・ワンは、1994年に競合シンジケーターのユニスター・ラジオ・ネットワークス（Unistar Radio Networks）をインフィニティ・ブロードキャスティングから買収した。この取引の一環として、インフィニティはウェストウッド・ワンの25%を購入し、最大の株主となって事実上同社を買収した。最近CBSを買収し、その後すぐにCBSコーポレーションに改名したウェスティングハウスは、1996年6月に50億ドル弱（2023年では97.1億ドルに相当）でインフィニティを買収した。元々のアメリカのラジオネットワーク会社3社の直系の後継会社が合併し、ミューチュアルは大手複合企業の管理下にあるウェストウッド・ワンの傘下にある番組のブランド名の一つに過ぎなかった。ミューチュアルとNBCラジオのニュースキャスターは、バージニア州クリスタルシティにあるミューチュアルの旧本社施設であるウェストウッド・ワンスタジオで背中合わせに座っていた。このスタジオは現在、ニューヨーク市からのCBSラジオニュースや、アトランタからのCNNラジオフィード（ウェストウッド・ワンも配信）も送信している。1998年になってもニュースルームの看板には「Mutual Broadcasting System」と書かれていたが、社内では「the Westwood One newsroom（ウェストウッド・ワンニュースルーム）」と呼ばれていた。ニュースルーム自体は1998年8月31日に閉鎖され、ミューチュアルとNBCのニュース番組はCBSラジオニュース施設から発信されるようになった。
1999年初頭、ウェストウッド・ワンはミューチュアルの名称を廃止し、ニュース番組の制作を終了し、CNNラジオ、CBS、またはFOXニュースラジオを加盟局の代わりとして提供すると発表した。NBCラジオの残りのサービスの大半も朝の通勤時間帯以外は停止される。ウェストウッド・ワンは、NBC、CBS、ミューチュアルのニュース番組の制作とCNNコンテンツの配信に加えて、FOXニュースの配信も開始した。その結果、同社は5つの異なるニュース番組ブランドをマーケティングすることになり、ある会社の代表者はこれを「無駄」だと言った。ミューチュアルのニュースサービスの元スタッフは、同ネットワークの終焉について、「ミューチュアルラジオの公式終了時刻は、1999年4月17日深夜だった。追悼も、これが最後のニュース番組だったという言及もなく、ただ終了したのだ」と語った。ミューチュアルニュースの閉鎖により、CBSラジオニュースから12人のスタッフが解雇された。CBSラジオニュース自体も最近、オンエアタレントに関わる一連の人員削減を経験した。
ミューチュアルの名前が削除されたのは、特に1996年の電気通信法の成立後の大規模な統合によるものとされたが、1998年に退職するまで36年間ミューチュアル・ブロードキャスティング・システムの特派員を務めたディック・ロス（Dick Rosse）は、「ブロードキャスティング&ケーブル」誌の論説で次のように書いている。
ミューチュアル・ブロードキャスティング・システムが（今週）消滅したが、そこで働いていた人たちを除けば、悲しんでいる人や、気にしている人を見つけるには、かなり遠くまで行かなければならないだろう。確かに、ミューチュアルの終焉の話は、「21」やフォー・シーズンズでの昼食中のスーツ姿の人たちの間で話題にならなかった。おそらく、辺鄙な場所（ミューチュアルの本来の生息地）では、ラジオの世界から何かが消えたと感じたリスナーがいるかもしれない。ミューチュアルは老齢で死んだ。それに加え、「ラジオ」といえばラッシュ、ハワード、ドクター・ローラを連想させる世界では、ますます無関係になっている。だから、ジャック・ケヴォーキアン（CBSのメル・カルマジンの姿で）が電話をかけてきた時、ミューチュアルはそれほどの圧力を必要としなかった。
クリスタルシティの施設は2001年3月に閉鎖され、ウェストウッド・ワンの主な業務はニューヨーク市のCBS放送センターに移管された。

## 遺産

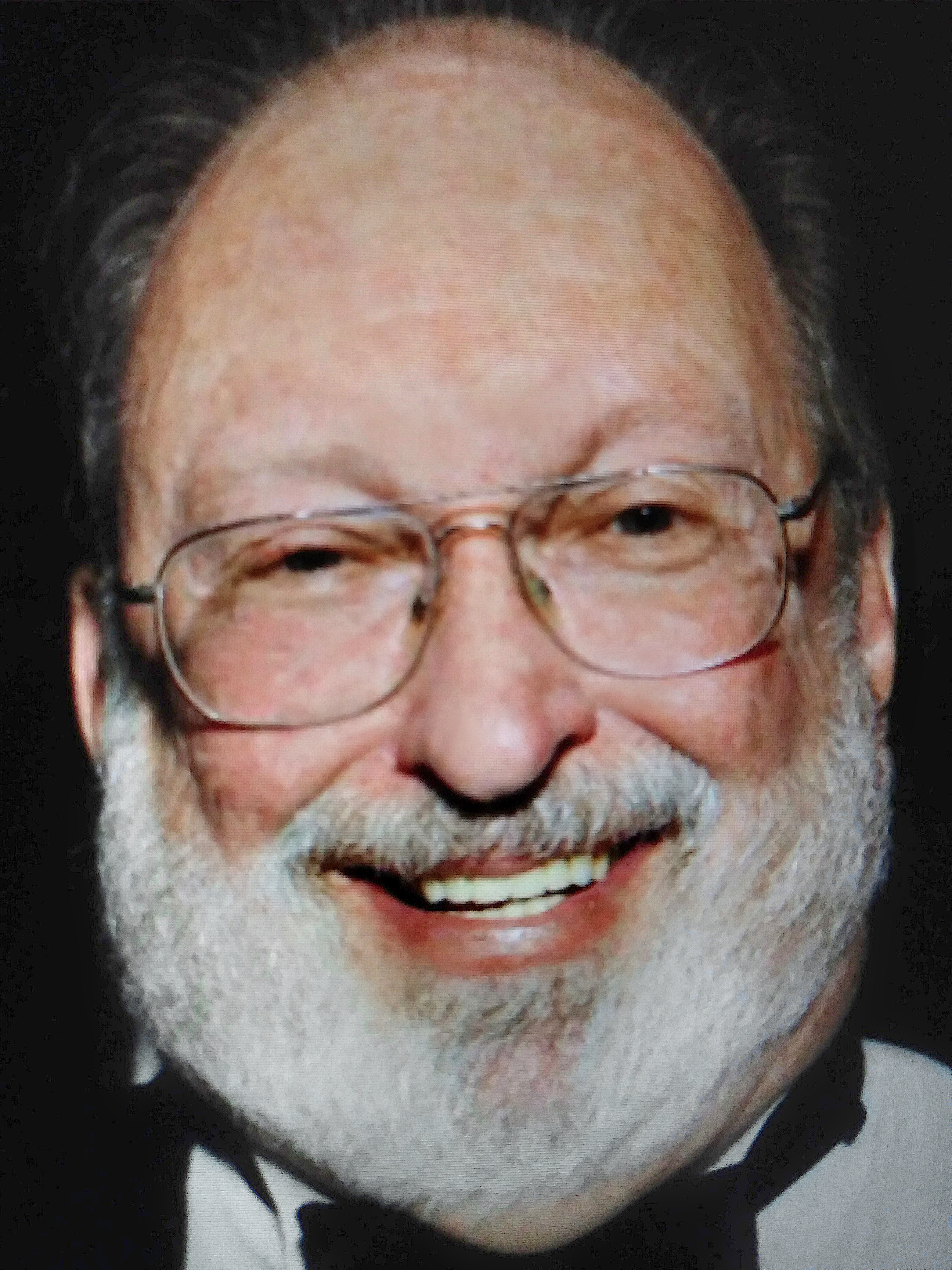
ジム・ボハノン

ウェストウッド・ワンの企業としての運命は、ミューチュアル自体の運命とほぼ同じくらい複雑であることが判明した。2007年に、過半数の株主であるCBSコーポレーション（1999年に最初のCBSコーポレーションを買収した最初のバイアコムの後継企業2社のうちの1社）によってザ・ゴアズ・グループにスピンオフされ、2011年にオークツリー・キャピタル・マネジメントのトリトン・メディア・グループ部門の子会社であるダイアル・グローバル（Dial Global）に合併され、最終的にその会社の名前を引き継いだ。2013年にキュミュラス・メディア・ネットワークスと合併する前に、ダイアル・グローバルはウェストウッド・ワンという名前に戻った。こうした全ての変化にもかかわらず、ウェストウッド・ワン（キュミュラス・メディア所有）と他のシンジケーターで現在放送されている番組の一部は、依然としてミューチュアルに直接その系譜をたどることができる。
ジム・ボハノンのインタビュー/聴取者参加番組は、1985年にミューチュアルで開始し（ラリー・キングとハーブ・ジェプコの番組の直接の後継番組）、2022年10月14日の彼の突然の引退まで続いた。リッチ・バルデス（Rich Valdés）が番組のホストを引き継ぎ、2023年1月から『リッチ・バルデス・アメリカ・アット・ナイト（Rich Valdés America at Night）』となった。ボハノンは当初は原因不明だった理由で2022年夏の殆どを休演したが、後に末期のステージ4の食道癌と診断されていたことが明らかになり、最後の放送の29日後に亡くなった。また、1984年にミューチュアルで初放送されてから2015年まで朝のニュースマガジン『アメリカ・イン・ザ・モーニング』のホストを務めた。『アメリカ・イン・ザ・モーニング』は、ボハノンの後任のホストのジョン・トラウト（John Trout）の下、現在もウェストウッド・ワンの番組として続いている。
1945年にミューチュアルで初めて放送された現在の『ミート・ザ・プレス』は、2004年以来、ウェストウッド・ワンで音声同時放送されている。1992年にウェストウッド・ワンの買収後にミューチュアルブランドの番組として設立された『カントリー・カウントダウンUSA』は、引き続きオリジナルの形式で放送されるが、2022年8月にコンパス・メディア・ネットワークスに移行した。ノートルダム・ファイティング・アイリッシュ・フットボールのラジオ放送は、ミューチュアルネットワーク自体が終了する数年前に、最終的にウェストウッド・ワンからの放送としてブランド変更された。2007年のフットボールシーズンの終わりに、ノートルダム大学は財政上の理由からウェストウッド・ワンとの関係を終了し、その後ISPスポーツとの契約を発表した。
2013年にウェストウッド・ワンを買収した後、キュミュラス・メディアはCNNとのコンテンツ共有契約に基づき、ホワイトレーベルのニュースサービスであるウェストウッド・ワンニュースを立ち上げた。2015年1月1日に開始され、かつてはABCニュースラジオ、CBSニュースラジオ、NBCニュースラジオ（後者は2012年にCNNラジオに代わって放送された）と提携していたキュミュラスのラジオ局の代替サービスとして、2020年8月30日に運営を終了した。
共同設立局であるWORとWLWは現在、どちらもアイハートメディアが所有しており、同社は独自のシンジケーションユニットであるプレミア・ネットワークスを運営している。2012年にアイハートメディアに買収される前（クリア・チャンネル・コミュニケーションズ（Clear Channel Communications）として）、WORは独自のシンジケーションサービスであるWORラジオ・ネットワークを運営していた。もう一つの創設局であるWGNは、テレビ放送局のネクスター・メディア・グループが所有しており、同社のポートフォリオにある唯一のラジオ局である。WGNはかつて、トリビューン・ラジオ・ネットワーク（Tribune Radio Network）を通じてオリオン・サミュエルソンのファームリポートを配信しており、2014年シーズンまでシカゴ・カブスの放送も行っていた。

## 賞と栄誉
以下のピーボディ賞を受賞している。
- 1941年ピーボディ賞（英語版）：音楽における優れた業績 - アルフレッド・ウォーレンスタイン（WOR（英語版）との共同受賞）
- 1944年ピーボディ賞（英語版）：優秀教育番組 - 『ヒューマン・アドベンチャー（Human Adventure）』
- 1946年ピーボディ賞佳作（Honorable Mention）（英語版）：『ミート・ザ・プレス』
- 1950年ピーボディ賞佳作（英語版）：国際理解への貢献 - 『平和の追求（Pursuit of Peace）』（国際連合放送との共同受賞）
- 1956年ピーボディ賞（英語版）：『ボブ・アンド・レイ・ショー（The Bob and Ray Show）』（NBCとの共同受賞）
- 1982年ピーボディ賞（英語版）：『ラリー・キング・ショー』
- 1987年ピーボディ賞（英語版）：『与えて受け取る慈善活動（Charities That Give and Take）』

### 代表的な番組
「ラジオの黄金時代」にミューチュアル・ブロードキャスティング・システムで放送された番組には、次のようなものがあった。
- アボット・ミステリーズ（英語版）、1945年 - 1947年
- アドベンチャー・パレード（英語版）、1946年 - 1949年
- ジ・アドベンチャーズ・オブ・チャンピオン（英語版）、1949年
- ブラウン神父の冒険（英語版）、1945年
- メイジーの冒険（英語版）、1952年
- スーパーマン（英語版）、1942年 - 1949年
- 驚異のネロ・ウルフ（英語版）、1945年
- A・L・アレクサンダーの調停委員会（英語版）、1943年 - 1952年
- アーチー・アンドリュース（英語版）、1944年
- アーチ・オボラーの戯曲（英語版）、1945年
- 黒博物館（英語版）、1952年
- 魔法探偵ブラックストーン（英語版）、1948年 - 1949年[246]
- キャプテン・ミッドナイト（英語版）、1940年 - 1942年・1945年 - 1949年・1949年
- チャーリー・チャン、1935年 - 1945年（オリジナルシリーズ）・1947年 - 1948年（再放送）
- 探偵ニック・カーター、1943年 - 1945年
- シスコ・キッド（英語版）、1942年 - 1945年・1946年（地域）
- ザ・カップル・ネクスト・ドア（英語版）、1937年
- ザ・クライム・クラブ（英語版）、1946年 - 1947年
- クライム・ダズ・ノット・ペイ（英語版）、1952年
- ディック・トレイシー（英語版）、1935年 - 1937年
- ファミリー・シアター（英語版）、1947年 - 1957年
- ホパロング・キャシディ、1950年
- ホップ・ハリガン（英語版）、1946年 - 1948年
- アイ・ラブ・ア・ミステリー（英語版）、1949年 - 1952年
- イット・ペイズ・トゥ・ビー・イグノーラント（英語版）、1942年・1943年 - 1944年
- ジョニー・モデロ、ピア23（英語版）、1947年
- ランド・オブ・ザ・ロスト（英語版）、1945年 - 1946年
- 魔術師マンドレイク（英語版）、1940年 - 1942年
- マーク・トレイル（英語版）、1950年 - 1951年
- 私立探偵マーティン・ケイン（英語版）、1949年 - 1951年
- レッド・ライダー（英語版）、1942年・1942年 - 1949年（地域）
- クイーン・フォー・ア・デイ（英語版）、1945年 - 1947年
- ザ・セイント（英語版）、1949年 - 1950年
- ローン・レンジャー、1933年 - 1954年
- ザ・シー・ハウンド（英語版）、1946年 - 1947年
- 封印された書（英語版）、1945年
- ザ・シャドウ（英語版）、1937年 - 1954年
- スカイ・キング（英語版）、1950年 - 1954年
- スカイロード（英語版）、1939年[247]
- ツートン・ベイカー・ショー（英語版）、1948年 - 1949年[248]
- ヴィックとサデ（英語版）、1946年
- 緋色の女王の航海（英語版）、1947年 - 1948年
- ゼイン・グレイ・ショー（英語版）、1947年 - 1948年

### 代表的なスタッフ
- ジム・ボハノン（英語版） - トーク番組ホスト[231]
- トム・チーク（英語版） - スポーツキャスター
- レイモンド・クラッパー（英語版） - コメンテーター
- バド・コリアー（英語版） - 俳優
- チャック・コナーズ - 俳優
- ディジー・ディーン - スポーツキャスター
- ジーン・エルストン（英語版） - スポーツキャスター
- ボブ・フェラー - スポーツキャスター
- テックス・フレッチャー（英語版） - 歌うカウボーイ（英語版）
- イーライ・ゴールド（英語版） - スポーツキャスター
- モートン・グールド - 指揮者・編曲家・ピアニスト
- トニ・グラント（英語版） - トーク番組ホスト
- レイ・ヘザートン（英語版） - ミュージカル俳優
- ガブリエル・ヒーター（英語版） - コメンテーター
- スキッチ・ヘンダーソン（英語版） - 指揮者・編曲家・ピアニスト
- アーネスト・ホームズ（英語版） - 宗教番組ホスト
- クインシー・ハウ（英語版） - コメンテーター
- ウィルバー・バッド・ヒューリック（英語版） - コメディ俳優
- ハーブ・ジェプコ（英語版） - トーク番組ホスト
- キャンディ・ジョーンズ（英語版） - トーク番組ホスト
- ラリー・キング - トーク番組ホスト[182]
- フレデル・ラック（英語版） - バイオリニスト
- フルトン・ルイス（英語版） - コメンテーター
- フルトン・ルイス3世（英語版） - コメンテーター
- トニー・マーヴィン（英語版） - ニュースキャスター
- ロング・ジョン・ネーベル（英語版） - トーク番組ホスト
- リンジー・ネルソン（英語版） - スポーツキャスター
- ヴァン・パトリック（英語版） - スポーツキャスター
- ドリュー・ピアソン - コメンテーター
- ロバート・リプレー - クイズ番組ホスト
- エド・サラモン（英語版） - 番組編成幹部
- チェーザレ・ソデーロ - 指揮者
- ビル・スターン（英語版） - スポーツキャスター
- レイモンド・グラム・スイング（英語版） - コメンテーター
- アロイシアス・マイケル・サリバン（英語版） - アナウンサー
- フィル・トンケン（英語版） - アナウンサー
- ウェストブルック・ヴァン・ヴォーリス（英語版） - ニュースキャスター